# Hans Tucher
Hans Tucher, né le 10 avril 1428 à Nuremberg et mort le 24 février 1491, est un marchand, devenu le plus jeune bourgmestre de Nuremberg en 1478.

## Biographie
D'une des plus importantes familles patriciennes de Nuremberg, Hans Tucher est admis au conseil et devient le plus jeune bourgmestre de Nuremberg en 1478, puis de 1480 à 1491.

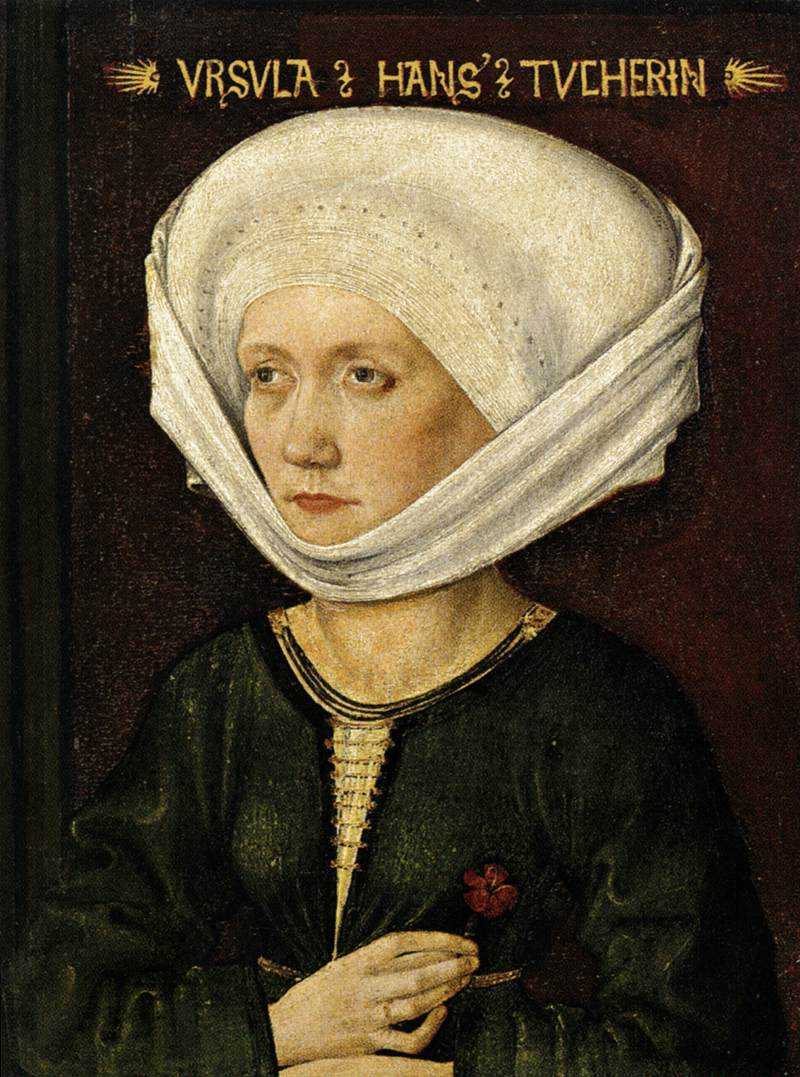
Portrait de sa seconde épouse Ursula

Il reçoit la chevalerie du duc Balthazar de Mecklembourg lors de son pèlerinage.